# Hrvatska enciklopedija
Hrvatska enciklopedija (in italiano "Enciclopedia croata"; nota anche come Hrvatska opća enciklopedija, "Enciclopedia generale croata") è un'enciclopedia generalista in lingua croata, pubblicata dall'istituto di lessicografia Miroslav Krleža (Leksikografski zavod Miroslav Krleža).

## Storia

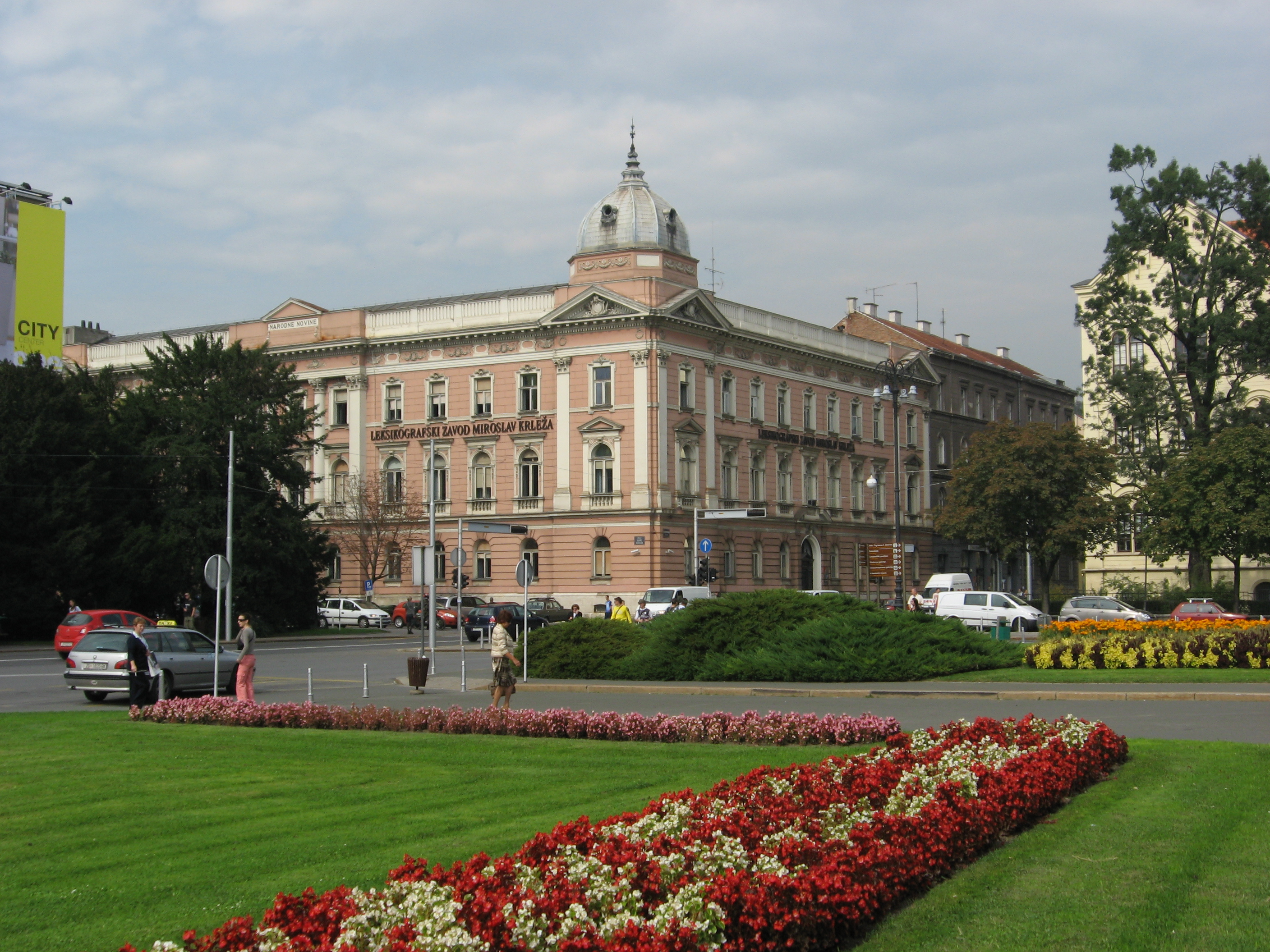
L'istituto di lessicografia "Miroslav Krleža" a Zagabria.

Il progetto di realizzazione dell'enciclopedia risale al 1999, in seguito alle prime esperienze come l'Enciclopedia Croata (Hrvatska enciklopedija) di Mate Ujević degli anni '40, l'Enciclopedia della Jugoslavia (Enciklopedija Jugoslavije) edita tra il 1955 e il 1971 e l'Enciclopedia Generale dell'Istituto di Lessicografia della Jugoslavia (1977-1988).
Nel periodo compreso tra il 1999 e il 2009 furono pubblicati 11 volumi, uno per anno. Nel 2010 venne presentata una versione on-line arricchita da contenuti multimediali, il cui accesso fu reso libero a partire dal 2013. La versione stampata non è più in vendita.

## Volumi
L'enciclopedia si componeva di 11 volumi, per un totale di 9.272 pagine e 67.077 articoli. La realizzazione dell'opera ha richiesto il contributo di 1.070 autori.
| Volume          | Caporedattore    | Anno | Pagine | ISBN                   |
| --------------- | ---------------- | ---- | ------ | ---------------------- |
| I. : A – Bd     | Dalibor Brozović | 1999 | 674    | ISBN 953-6036-31-2     |
| II. : Be – Da   | Dalibor Brozović | 2000 | 723    | ISBN 953-6036-32-0     |
| III. : Da – Fo  | Dalibor Brozović | 2001 | 722    | ISBN 953-6036-33-9     |
| IV. : Fr – Ht   | Dalibor Brozović | 2002 | 753    | ISBN 953-6036-34-7     |
| V. : Hu – Km    | August Kovačec   | 2003 | 725    | ISBN 953-6036-35-5     |
| VI. : Kn – Mak  | August Kovačec   | 2004 | 786    | ISBN 953-6036-36-3     |
| VII. : Mal – Nj | August Kovačec   | 2005 | 814    | ISBN 953-6036-37-1     |
| VIII. : O – Pre | Slaven Ravlić    | 2006 | 773    | ISBN 953-6036-38-X     |
| IX. : Pri – Sk  | Slaven Ravlić    | 2007 | 842    | ISBN 978-953-6036-39-4 |
| X. : Sl – To    | Slaven Ravlić    | 2008 | 830    | ISBN 978-953-6036-40-0 |
| XI. : Tr – Ž    | Slaven Ravlić    | 2009 | 859    | ISBN 978-953-6036-41-7 |